# Liste der Monuments historiques in Riedseltz
Die Liste der Monuments historiques in Riedseltz führt die Monuments historiques in der französischen Gemeinde Riedseltz auf.

## Liste der Objekte
| Bezeichnung                | Beschreibung                           | Standort                        | Kennzeichnung | Schutzstatus   | Datum     | Bild |
| -------------------------- | -------------------------------------- | ------------------------------- | ------------- | -------------- | --------- | ---- |
| Orgel                      | Ensemble aus PM67001073 und PM67000646 | in der Kirche St-Jacques (Lage) | PM67001072    | Inscrit Classé | 1982 1980 |      |
| Orgelprospekt              | 1870 von Stiehr-Mockers gebaut         | in der Kirche St-Jacques (Lage) | PM67001073    | Inscrit        | 1982      |      |
| Instrumentalteil der Orgel | 1870 von Stiehr-Mockers gebaut         | in der Kirche St-Jacques (Lage) | PM67000646    | Classé         | 1980      |      |